# Ephydra
Ephydra (лат.) — род мух-береговушек (Ephydridae). 
Наиболее интересным аспектом их биологии и экологии, является ассоциация многих видов с околоводными местообитаниями, часто экстремально неблагоприятными, ввиду их высокой минерализации. Благодаря этой особенности, в англоязычных странах, их часто именуют не иначе как «соляными», «щелочными» или «морскими мухами», как бы противопоставляя их другим береговушкам.

## Описание и биология
Размеры имаго и личинок обычно не превышают 10 мм. Личинки более или менее веретенообразные, как и у других береговушек являются бентосными организмами в водоёмах с соленой или щелочно-соляной водой, болотами, прудами и озерами. Некоторые виды, известны из крайне экстремальных условий обитания, совершенно непригодных для жизни большинства беспозвоночных. Так, Ephydra hians, известная в США как «щелочная муха», особо устойчива к высоким концентрациям бикарбоната натрия и карбоната натрия; Ephydra gracilis, успешно противостоит высоким концентрациям хлорида натрия; Ephydra bruesi, эндемик Йеллоустонского парка, способна выносить температуру воды до 43°C,— максимальный предел, совместимый с жизнью животных,— населяет термальные воды и гейзеры этой территории; Ephydra thermophila, еще один эндемичный вид Йеллоустонского парка, имеет более низкую устойчивость к высоким температурам по сравнению с E. bruesi, но известен своей адаптацией к высокой кислотности среды и способна нормально развиваться при значении рН 2 и более.
В большинстве своём, личинки Ephydra являются микрофагами питаясь колониями цианобактерий и водорослей, практически единственными организмами, населяющими подобные экосистемы.

## Место в экологической цепи
Как взрослые мухи, так и их личинки, встречаясь в массе, представляют собой неоценимый источник корма для птиц, рептилий и хищных членистоногих, населяющих морские литорали, берега высокоминерализованных озёр и горячих источников.

## Классификация
Внутри рода выделяют три подрода: Ephydra (Ephydra) Fallén, 1810, Ephydra (Halephydra) Wirth, 1971 и Ephydra (Hydropyrus) Cresson, 1934. Список видов:
- Ephydra afghanica Dahl, 1961
- Ephydra annulata Macquart, 1943
- Ephydra attica Becker, 1896
- Ephydra breva Hu et Yang, 2002
- Ephydra dorsala Hu et Yang, 2002
- Ephydra heijingensis Hu et Yang, 2002
- Ephydra orichalcea Gimmerthal, 1847
- Ephydra urmiana Gunther, 1899
- Ephydra yangi Hu et Yang, 2002
- Ephydra basilaris Waltl, 1837
- Ephydra (Ephydra) auripes Aldrich, 1912
- Ephydra (Ephydra) bivittata Loew, 1860
- Ephydra (Ephydra) bruesi Cresson, 1934
- Ephydra (Ephydra) flavipes (Macquart, 1843). Syn.: E. helwanensis Steyskal, 1968
- Ephydra (Ephydra) glauca Meigen, 1830. Syn.: E. obscuripes Becker, 1896
- Ephydra (Ephydra) goedeni Wirth, 1971
- Ephydra (Ephydra) japonica Miyagi, 1966
- Ephydra (Ephydra) macellaria Egger, 1862. Syn.: E. alandica Frey, 1909
- Ephydra (Ephydra) magadiensis Wirth, 1975
- Ephydra (Ephydra) mexicana Cresson, 1934
- Ephydra (Ephydra) millbrae Jones, 1906
- Ephydra (Ephydra) murina Wirth, 1975
- Ephydra (Ephydra) niveiceps Cresson, 1916
- Ephydra (Ephydra) obscuripes Loew, 1866
- Ephydra (Ephydra) ochrostoma Brulle, 1833
- Ephydra (Ephydra) opaca Loew, 1856
- Ephydra (Ephydra) packardi Wirth, 1971. Syn.: E. halophila Packard, 1869
- Ephydra (Ephydra) pectinulata Cresson, 1916
- Ephydra (Ephydra) pseudomurina Krivosheina, 1983
- Ephydra (Ephydra) riparia Fallén, 1813 typus. Syn.: E. albula Meigen, 1830, E. salina Heyden, 1843, E. salinae Zetterstedt, 1846, E. strenzkei Giordani Soika, 1960
- Ephydra (Ephydra) scholtzi Becker, 1896. Syn.: E. krogerusi Frey, 1930, E. strandi Duda, 1942
- Ephydra (Ephydra) shalatinensis El-Moursy, Negm, El-Hawagry et Ebrahim, 2006
- Ephydra (Ephydra) stuckenbergi Wirth, 1975
- Ephydra (Ephydra) subopaca Loew, 1864
- Ephydra (Ephydra) thermophila Cresson, 1934
- Ephydra (Ephydra) tibetensis Cresson, 1934
- Ephydra (Ephydra) usingeri Wirth, 1976
- Ephydra (Halephydra) gracilis Packard, 1871. Syn.: E. cinerea Jones, 1906
- Ephydra (Hydropyrus) currani Wirth, 1971. Syn.: E. salina Curran, 1931
- Ephydra (Hydropyrus) hians Say, 1830. Syn.: E. californica Packard, 1871, E. crassimana Loew, 1866, E. tarsata Williston, 1893

### Ископаемые виды
В роде Ephydra имеются два из немногих ископаемых видов семейства Ephydridae: Ephydra oligocene Cockerell, 1916 и Ephydra sepulta Cockerell, 1916. Обе окаменелости, найдены в известняковых отложениях олигоцена, местонахождение Гурнет-Бэй (Gurnet Bay), о. Уайт, Англия, и описаны Теодором Коккереллем в 1916 году, исключительно по личиночной форме, сравнительно с некоторыми другими североамериканскими Ephydra. 